# Tioyo
Tioyo est une localité du département de Tiankoura, dans la province du Bougouriba (région du Sud-Ouest) au Burkina Faso. En 2006, cette localité comptait 918 habitants dont 54.7% de femmes.